# Abraham ben Daniel
Abraham ben Daniel (Modena, 1511 – ...) è stato un rabbino e poeta italiano.
Visse, come precettore, in varie città d'Italia: Viadana, Modena, Rivarolo, Arezzo e Forlì. Infine, divenne rabbino a Ferrara.
Tra il 1536 e il 1552 compose oltre un migliaio di preghiere poetiche in vari metri e forme, sei in lingua aramaica. Le occasioni sono le più disparate: per amici, per eventi pubblici, ecc.
Nel 1539 sposò la cugina Hadassah, a cui dedicò una poesia.